# Realni plin
Realni plin, za razliku od idealnog plina, ima svojstva koja se ne mogu objasniti s jednadžbom stanja idealnog plina. Da bi se razumjelo ponašanje realnog plina, treba uzeti u obzir i sljedeće osobine:
- stišljivost plina ili kompresibilnost
- promjenjivi toplinski kapacitet
- Van der Waalsove sile
- problematika s razdvajanjem molekula i kemijskim reakcijama gdje se mijenja sastav plina

Za većinu primjena, kada je potrebna detaljna analiza, može se koristiti jednadžba stanja idealnog plina, s razumnom točnošću. S druge strane, modele realnih plinova, treba koristiti kada su plinovi u blizini točke kondenzacije i blizu kritičnih točki, kod visokih tlakova i u ostalim rjeđim slučajevima.

## Modeli

### Van der Waalsov model
Van der Waalsova jednadžba stanja za realne plinove se često uzima u obzir molarna težina i molarni volumen:
{\displaystyle RT=\left(P+{\frac {a}{V_{m}^{2}}}\right)(V_{m}-b)}
gdje je: p – tlak, T – temperatura, R– univerzalna plinska konstanta, Vm – molarni volumen, a i b su parametri koji se određuju empirijski za svaki plin, ali se ponekad mogu procijeniti uz pomoć kritične temperature (Tc) i kritičnog tlaka (Pc), koristeći sljedeće odnose:
{\displaystyle a={\frac {27R^{2}T_{c}^{2}}{64P_{c}}}}
{\displaystyle b={\frac {RT_{c}}{8P_{c}}}}

### Redlich-Kwongov model
Redlich-Kwongova jednadžba je naredna jednadžba s dva parametra, koja se koristi za opisivanje realnih plinova. Ona je gotovo uvijek točnija od Van der Waalsove jednadžbe, a često je točnija i od jednadžbi s više od dva parametra. Ona glasi:
{\displaystyle RT=P(V_{m}-b)+{\frac {a}{V_{m}(V_{m}+b)T^{\frac {1}{2}}}}(V_{m}-b)}
gdje su a i b dva empirijska parametra koja nisu jednaka parametrima u Van der Waalsovoj jednadžbi.

### Berthelotov model i modificirani Berthelotov model
Berthelotova jednadžba se vrlo rijetko koristi:
{\displaystyle P={\frac {RT}{V_{m}-b}}-{\frac {a}{TV_{m}^{2}}}}
ali modificirani oblik te jednadžbe je puno točniji:
{\displaystyle P={\frac {RT}{V_{m}}}\left[1+{\frac {9P/P_{c}}{128T/T_{c}}}\left(1-{\frac {6}{(T/T_{c})^{2}}}\right)\right]}

### Dietericijev model
To je dobar model ako treba uzeti u obzir ovisnost o temperaturi:
{\displaystyle P=RT{\frac {\exp {({\frac {-a}{V_{m}RT}})}}{V_{m}-b}}}

### Clausiusov model
Clausiusova jednadžba je jednostavna jednadžba s tri parametra za opis realnih plinova:
{\displaystyle RT=\left(P+{\frac {a}{T(V_{m}+c)^{2}}}\right)(V_{m}-b)}
gdje je:
{\displaystyle a={\frac {V_{c}-RT_{c}}{4P_{c}}}}
{\displaystyle b={\frac {3RT_{c}}{8P_{c}}}-V_{c}}
{\displaystyle c={\frac {27R^{2}T_{c}^{3}}{64P_{c}}}}

### Virialijev model
Virialijeva jednadžba se izvodi iz postupka narušavanja reda statističke mehanike:
{\displaystyle PV_{m}=RT\left(1+{\frac {B(T)}{V_{m}}}+{\frac {C(T)}{V_{m}^{2}}}+{\frac {D(T)}{V_{m}^{3}}}+...\right)}
ili na drugi način:
{\displaystyle PV_{m}=RT\left(1+{\frac {B^{\prime }(T)}{P}}+{\frac {C^{\prime }(T)}{P^{2}}}+{\frac {D^{\prime }(T)}{P^{3}}}+...\right)}
gdje su: A, B, C, A′, B′, i C′ konstante ovisne o temperaturi.

### Peng-Robinsonov model
Peng-Robinsonova jednadžba je interesantna i korisna, jer se može iskoristiti za opisivanje nekih tekućina i realnih plinova:
{\displaystyle P={\frac {RT}{V_{m}-b}}-{\frac {a(T)}{V_{m}(V_{m}+b)+b(Vm-b)}}}

### Wohlov model
Wohlova jednadžba se koristi za kritične vrijednosti, i korisna je kada konstante za realne plinove nisu dostupne:
{\displaystyle RT=\left(P+{\frac {a}{TV_{m}(V_{m}-b)}}-{\frac {c}{T^{2}V_{m}^{3}}}\right)(V_{m}-b)}
gdje je:
{\displaystyle a=6P_{c}T_{c}V_{c}^{2}}
{\displaystyle b={\frac {V_{c}}{4}}}
{\displaystyle c=4P_{c}T_{c}^{2}V_{c}^{3}}

### Beattie-Bridgemanov model
Jednadžba glasi:
{\displaystyle P=RTd+(BRT-A-{\frac {Rc}{T^{2}}})d^{2}+(-BbRT+Aa-{\frac {RBc}{T^{2}}})d^{3}+{\frac {RBbcd^{4}}{T^{2}}}}
gdje je: d molarna gustoća, i a, b, c, A i B su empirijski parametri.

### Benedict-Webb-Rubinov model
Benedict-Webb-Rubinova jednadžba glasi:
{\displaystyle P=RTd+d^{2}\left(RT(B+bd)-(A+ad-a{\alpha }d^{4})-{\frac {1}{T^{2}}}[C-cd(1+{\gamma }d^{2})\exp(-{\gamma }d^{2})]\right)}
gdje je d molarna gustoća, i a, b, c, A, B, C, α, and γ su empirijske konstante.